# Азева
А́зева (рос. Азева) — присілок у складі Ірбітського міського округу Свердловської області.
Населення — 47 осіб (2010, 43 у 2002).
Національний склад населення станом на 2002 рік: росіяни — 96 %.